# Bushidō
En la tradición japonesa, el bushidō (武士道?) es un término traducido como «el camino del guerrero».Es un código ético estricto y particular al que muchos samuráis (o bushi) entregaban sus vidas, que exigía lealtad y honor hasta la muerte. Si un samurái fallaba en mantener su honor y lealtad, podía recobrarlo practicando el Seppuku o también llamado Harakiri, el cual era una especie de suicidio ritual, aunque también el Seppuku/Harakiri se utilizaba para pagar con la propia vida la deslealtad y deshonor de un guerrero, también el Seppuku/Harakiri se utilizaba por los guerreros como una manera de mostrar honor y lealtad en ciertas circunstancias en la cual el guerrero decidía acabar con su propia vida cuando ya no tenía alguna salida o posibilidad de victoria, escape o supervivencia ante sus enemigos y para ellos en su honor y lealtad era preferible suicidarse a ser asesinados, torturados o ser forzados a hablar y confesar y delatar a sus camaradas y así callar por siempre para "llevarse a la tumba" cierta información y secretos y todo lo que era de interés saber para sus enemigos. Se dice que desde pequeño, el bushidō era inculcado a los japoneses de la clase dirigente incluso antes de despegarse del pecho de la madre.
| Bushidō                                                                     | Bushidō         |
| Término japonés                                                             | Término japonés |
| --------------------------------------------------------------------------- | --------------- |
| Kanji                                                                       | 武士道          |
| Hiragana                                                                    | ぶしどう        |
|                                                                             |                 |
| Samurái japonés en su armadura, década de 1860. Fotografía de Felice Beato. |                 |

La palabra samurái procede del verbo japonés saburau que significa «servir como ayudante». La palabra bushi es una palabra japonesa que significa «caballero armado». La palabra «samurái» fue utilizada por otras clases sociales, mientras que los guerreros se llamaban a sí mismos mediante un término más digno, bushi.
Ha llegado a ser conocido como el código samurái, pero es más que eso. El nombre dado no es "el código" o "la ley" del guerrero, sino mejor, "el Camino". No es simplemente una lista de reglas a las cuales un guerrero se debe apegar a cambio de su título, sino un conjunto de principios que preparan a un hombre para pelear sin perder su humanidad, y para dirigir y comandar sin perder el contacto con los valores básicos. Es una descripción de una forma de vida, y una prescripción para hacer un hombre-guerrero noble.
En el corazón del bushido está la aceptación del samurái a la muerte. 

El camino del samurái se encuentra en la muerte.

 dice el Hagakure, una explicación del bushido de 1716 cuyo título significa literalmente "Oculto en las hojas." 

"Una vez el guerrero está preparado para el hecho de morir, vive su vida sin la preocupación de morir, y escoge sus acciones basado en un principio, no en el miedo".

Si preparando correctamente el corazón cada mañana y noche, uno es capaz de vivir como si su cuerpo ya estuviera muerto, gana libertad en El Camino. Su vida entera estará sin culpa, y tendrá éxito en su llamado.

## Fuentes

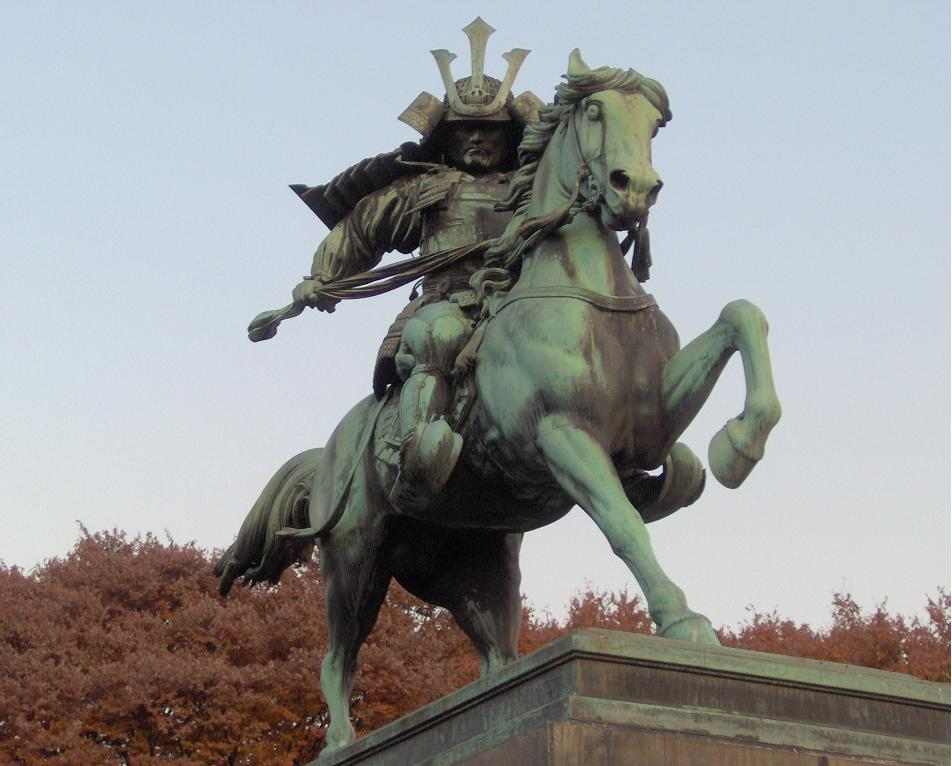
Estatua de Kusunoki Masashige en Tokio, un samurái ícono del bushidō.

### Confucianismo
El culto y la adoración a los antepasados y de poderes, entre los cuales el cielo es el más claro, procede claramente del confucianismo. Otro elemento de importancia en el confucianismo es el Emperador, también llamado el Hijo del Cielo, mediador entre el Cielo y los hombres.
La práctica del Ren supone las virtudes de “lealtad” y la “compasión” pudiendo practicar la justicia y los buenos principios, llamados Yi.
El hombre que practica las virtudes es un Junzi, un hombre superior; lo que se opone a Shumin, los plebeyos. Debe resaltarse que el término se refiere a superioridad moral no vinculado al origen social.

### Budismo
El budismo otorgaba al guerrero un estoicismo pleno y tenaz que acompañaba al samurái hasta los últimos días de su vida. El bushi acepta la muerte como una realidad ineludible y confía en su carácter como constructor de su destino. En palabras del Príncipe de Mito:

Cualquiera puede introducirse en lo más reñido de la batalla y morir. Es fácil para un patán, pero para un samurái es verdadera decisión justa en la ecuanimidad, y un verdadero valor saber vivir cuando ha de vivir, y morir cuando ha de morir.

El budismo, ofrecía al bushidō un método de contemplación subyacente, a un fenómeno que ponía al guerrero en armonía con el absoluto.

### Zen
Su práctica Zen liberó su mente de la distracción y lo habilitó para perseguir la perfección en todas las cosas, desde haiku (modalidad de verso japonés) hasta seppuku (ritual suicida, también conocido como harakiri).
La rama Zen del budismo se adapta a las características guerreras del samurái y a su culto al valor lo que se plasma en el haiku:

Me alegra saber que todo está vacío.

Honor a la espada del enemigo, sólo herirá la brisa de la primavera

con el fulgor del relámpago.

### Sintoísmo
Por otro lado, el sintoísmo otorgó al bushidō valores éticos de afinidad y amor por todas las cosas vivas, y una profunda enseñanza de la lealtad con el soberano en su aspecto más tradicional. El sintoísmo creía en la pureza de lo innato, con lo que no había en él cabida para el pecado original. Las obras de Mencio y Confucio eran las principales enseñanzas para los jóvenes samuráis y una interesante pauta de resolución para asuntos mayores.
Wan Yang Ming, uno de los grandes sabios de la filosofía china que más influyó en las mentes de todos los samuráis, sostenía como criterio moral básico que "Hablar y hacer son lo mismo".
El bushidō no tiene dueño en palabras de una única personificación. Ni es objeto de una época. Es el pensamiento de décadas y siglos de hombres que hicieron posible la tenacidad y el coraje de actuar en la batalla, utilizando las herramientas de la honradez y la justicia, el valor y el amor, entre otras cosas. El bushidō noblemente aplicado es un código moral que actualmente en boca de muchos pueden ser palabras deleznables, pero para otros ojos más sentimentales, hoy en día puede constituir valores de nobleza y humanidad.

## Las «siete virtudes» delbushidō
En su forma original, se reconocen en el bushidō siete virtudes asociadas:

### 義Gi— Justicia o Rectitud (decisiones correctas)
El samurái es honrado en sus tratos con todo el mundo. Cree en la justicia, pero no en la que emana de los demás, sino en la que emana de su corazón. Para un auténtico samurái no existen las tonalidades de gris en lo que se refiere a honradez y justicia; solo existe lo correcto y lo incorrecto.

### 勇Yu— Coraje
El samurái se alza sobre las masas de gente que teme actuar. Ocultarse como una tortuga se oculta en su caparazón no es vivir. Un samurái debe tener valor heroico aceptando los riesgos que implica ser fiel a los propios principios. Esto le lleva a vivir la vida de forma plena, completa, maravillosa. El coraje heroico no es ciego, es inteligente y fuerte: reemplaza el miedo visceral por el respeto y la precaución racionales.

### 仁Jin— Compasión
Mediante el entrenamiento intenso y la meditación el samurái se vuelve rápido, fuerte y sabio. Desarrolla un poder que le diferencia de los demás pero que usará por el bien de todos. Siente compasión hacia sus semejantes y ayuda a sus compañeros en cualquier oportunidad. Si la ocasión no surge, el samurái sale a buscarla.

### 礼Rei— Respeto, cortesía
Un samurái no tiene motivos para ser cruel ni necesita demostrar su fuerza. Es respetuoso con sus enemigos porque sin esta muestra directa de respeto, se estaría comportando como un animal. Un samurái recibe respeto no solo por su fiereza en la batalla, sino también por su manera de tratar a los demás. La auténtica fuerza interior del samurái se vuelve evidente en tiempos difíciles.

### 誠Makoto— Honestidad, sinceridad absoluta
Cuando un samurái dice que hará algo, es como si ya estuviera hecho. Nada en esta tierra lo detendrá en la realización de lo que ha dicho que hará. No ha de «dar su palabra», no necesita prometer ni amenazar, porque el simple hecho de hablar forma parte de la acción. Hablar y hacer son la misma cosa.

### 名誉「名譽」Meiyo— Honor
Es la virtud más importante de todas. El auténtico samurái sólo tiene un juez de su propio honor, y es él mismo. Las decisiones que toma y cómo las lleva a cabo son un reflejo de quién es en realidad. No puede ocultarse de sí mismo. En este sentido, el samurái es existencialista, porque para él no existe ninguna entidad humana o divina en la que poder descargar culpa o vergüenza. En caso de quedar mancillado su honor a sus propios ojos, la única forma de restaurarlo es mediante el Seppuku o suicidio ritual.

### 忠義Chugi— Lealtad
Haber hecho o dicho algo, significa que ese algo le pertenece. Es responsable de ello y de todas las consecuencias que ello se deriven. Un samurái es intensamente leal a aquellos bajo su cuidado y permanece siempre fiel a aquellos de los que es responsable. Para el samurái, las palabras de un hombre son como sus huellas: puedes seguirlas donde quiera que vaya.

## Elbushidōy su relación con las artes marciales tradicionales japonesas de hoy
Varias son las artes marciales con y sin armas influidas por el bushidō. A manos vacías, se destacó el sumai, antecesor del sumo, y el denominado Jūjutsu también conocido como Yawara (una de las más antiguas artes marciales del Japón, atribuido a Kamakura Ushogi en las eras Heian y Fujiwara). Hablar del bushidō implica hacer referencia a los preceptos morales de la caballería, siendo que por tal razón se agregaran a la formación del samurái el tiro con arco y la equitación, etc. La vida marcial, constituida por este código de vida, también estuvo muy marcada por la literatura, la caligrafía y la pintura.
Actualmente las artes marciales japonesas antiguas ryu, o koryū budō, y las artes marciales japonesas modernas o gendai budō, como: el kendō, el aikidō, el shorinji kempo, el judo, el karate, el kyūdō, el kobudō, y el iaidō; deben gran parte de su base filosófica y/o moral, a las filosofías componentes del bushidō. Las artes marciales reflejan el espíritu del bushidō, en los diferentes códigos de conducta o Dojo Kun que aún se imparten en las diferentes salas de entrenamiento o dōjō. Los códigos buscaban incorporar al guerrero psicológicamente a la sociedad civil en tiempo de paz. Actualmente buscan dar formación moral y ética a sus practicantes.

## Personalidades clásicas y modernas asociadas con elbushidō
Algunos personajes importantes en la creación, desarrollo y preservación del bushidō son:
- Miyamoto Musashi, el samurái y esgrimista más famoso de todo el Japón.
- Yamamoto Tsunetomo, samurái famoso por la recopilación de la tradición guerrera japonesa en el hagakure.
- Yamaga Sokō, maestro neoconfucionista y estratega militar medieval, con sus obras ayudó a la conformación del bushidō.
- Katō Kiyomasa, samurái devoto del budismo, que ayudó a consolidar al Japón como una sola nación.
- Torii Mototada, samurái mártir de la historia japonesa medieval.
- Inazo Nitobe, diplomático de linaje samurái, pionero en dar a conocer la tradición del guerrero japonés en occidente.
- Saigō Takamori, militar y político samurái quien tuvo un papel importante sobre la modernización de Japón, ya que fue el apoyo que tuvo el imperio japonés para recobrar su poder político que estaba en manos del shogunato Tokugawa.
- Sōkaku Takeda, uno de los últimos samurái, perteneciente a la familia Takeda, maestro de la tradición del daitō-ryū aiki-jiujitsu famoso guerrero y maestro de Morihei Ueshiba, y del coreano Choi Young Sool, fundador del hapkido.
- Gichin Funakoshi, educador y filósofo, seguidor del confucianismo, promotor del arte marcial tradicional moderno, del karate.
- Jigoro Kano, educador, diplomático e intérprete, fundador del arte marcial tradicional moderno, del judo.
- Morihei Ueshiba, soldado, místico y religioso seguidor del sintoísmo, fundador del arte marcial tradicional moderno, del aikidō.
- Masaaki Hatsumi, artista marcial y escritor, promotor a nivel mundial del arte del sigilo o ninjutsu.
- Kenwa Mabuni, maestro de origen samurái (decimoséptima  generación samurái) creador del karate shitō-ryū, implementa al bushidō como canon para la enseñanza del karate.
- Yoshiji Soeno, maestro de las artes marciales, descendiente de linaje samurái, creador del karate ShidokanEl popular personaje de la saga Street Fighter Ryu, se basa en él.

## Interpretaciones delbushidō

### En el ideario occidental
En Occidente se ve con romanticismo esta filosofía. 

### En la literatura
Inazo Nitobe, uno de los primeros escritores japoneses en lengua inglesa, escribió elocuentemente en inglés acerca del bushidō y mucho le debemos del contenido de esta sección a su libro escrito en 1905 Bushidō: el código ético del samurái y el alma de Japón, refiriéndose a los samurái como "caballeros" y comparando el bushidō de alguna manera con el código de caballería. De la misma forma que unos pocos ideales del código de caballería han persistido como normas de comportamiento en la sociedad occidental, él sugiere que los principios que formaron al samurái influyeron todos los aspectos de la civilización japonesa. Esto no es muy sorprendente, si se tiene en cuenta que los samurái controlaron el gobierno al menos 676 años, posiblemente durante más tiempo. La transformación de Japón de un país en completo aislamiento a mediados del siglo XIX a una potencia mundial a mediados del siglo XX, se debe en parte a las habilidades y valores samurái relacionados con la disciplina y la concentración.

### Durante la Segunda Guerra Mundial
Tras el ingreso del Imperio del Japón como potencia beligerante, el gobierno monárquico impulsó la implantación de las férreas doctrinas que se desprenden del bushidō en los diferentes estamentos del Estado y las Fuerzas Armadas, con el fin de dotar a sus diversas instituciones de un espíritu normativo vertical e inflexible que exigiera a sus subordinados los más extremos sacrificios. El trato que las autoridades japonesas brindaron a los prisioneros de guerra enemigos (tanto civiles como militares), es un ejemplo de este tipo de adoctrinamiento, fundado en que una de las cosas que enseña el bushidō es el absoluto desprecio por el enemigo que se rinde, puesto que esto es un deshonor que hace preferible la muerte.
El bushidō fue también usado por los militares como la base moral para aquellos soldados alistados en las filas de las unidades kamikaze («viento divino» en japonés) de la Fuerza Aérea Imperial japonesa durante la Segunda Guerra Mundial (1939-1945). Por esta razón, muchas artes marciales con raíces en el bushidō fueron prohibidas y el Dai Nihon Butokukai fue clausurado durante la ocupación estadounidense tras la guerra. La prohibición fue levantada pocos años después.

## Raíces, evolución y reformas delbushidō
Las raíces del bushidō no están nada claras. Lo que sí se sabe es que los postulados fueron cambiando con los años, y que no fue hasta después de la abolición de la casta samurái cuando apareció el código del bushidō escrito como lo conocemos hoy en día.
En la era Meiji, cuando Japón se empezaba a abrir al extranjero, los japoneses necesitaron un código del guerrero que no se opusiera a la ética de occidente, por tanto, el código se arregló cambiando por completo lo que era en sus orígenes. Se hizo esto para que el bushidō fuera presentable a ojos de los extranjeros, que llegaban con unas ideas muy diferentes con respecto a la moral y otros aspectos filosóficos, en contraste con los que imperaban en el régimen japonés de la época, que no había pasado por un renacimiento, y que seguía anclado en el feudalismo más extremo.
La idea más extendida actualmente acerca de este código, es que era algo para formar "guerreros bondadosos", cargado de una moral y rectitud impecables. Sin embargo, en sus inicios no era nada recto ni honorable. Había ideas que contrastan totalmente con la versión arreglada y reformada de más adelante. Por ejemplo Tōdō Takatora dijo: "Un guerrero que no ha cambiado 7 veces de señor, no puede ser considerado un auténtico bushi". Esto viene a decir que no importa las veces que se cambie de señor en la búsqueda de la fama y la fortuna, y está muy en contraste con la idea de lealtad y austeridad que más adelante se asoció con el bushidō. También tenemos otra referencia en las palabras de Asakura Sōteki: "Aunque te llamen perro, aunque te llamen bestia, todo vale para ganar". Aquí se refleja la idea nada honorable de ganar a cualquier precio, algo similar a la idea maquiavélica de que el fin justifica los medios. Así eran los primeros postulados. Pragmáticos, materialistas y oportunistas; unos valores que contrastan completamente con la idea que hoy se tiene del código.
Otro punto importante a tener en cuenta es que dichos postulados iban dirigidos exclusivamente a la casta samurái, y no hacia cualquier ciudadano japonés como empezó a decirse a partir de la Segunda Guerra Mundial. De hecho, muchos de sus primeros propulsores, seguramente no estarían de acuerdo con que el código fuese dirigido a descendientes de otras castas consideradas en la época como inferiores. Probablemente verían como una aberración que descendientes de familias de comerciantes, campesinos o incluso de los burakumin hablasen de seguir el bushidō, por no mencionar a los extranjeros.
Por tanto, el bushidō en sus orígenes, era una especie de manual para adoctrinar a la clase samurái y crear guerreros letales para la guerra o los intereses políticos de los señores feudales, máquinas eficaces que no cuestionaran órdenes y que no tuvieran sentimientos, dispuestos a morir o matar en cualquier momento por su señor. Al principio no había ninguna clase de ética en esto, ya que la ética tal y como la conocemos hoy día, es algo que surgió de la cultura occidental,  y que no llegó a Japón hasta la llegada de los barcos negros y el fin del Sakoku (aislamiento del país al exterior). Ideas como la compasión por el débil, la moral del guerrero, la rectitud, la defensa de los necesitados, la justicia, el juego limpio, etc. no son más que maquillajes que sufrió el bushidō a partir de entonces a base de textos, libros (como el conocido "Musashi Miyamoto" de Eiji Yoshikawa o algunas obras de Shiba Ryōtarō), y el cine (Akira Kurosawa, etc.); todos ellos posteriores al Bakumatsu. (No obstante, hay algún director de cine como Masaki Kobayashi que trata el tema de los samurái desde una perspectiva menos idílica).
Hay que entender que los códigos o forma de vida de los guerreros no son una lista que alguien inventa en un momento x sino que es una forma de vida que se va trasmitiendo de generación en generación adaptándose a sus tiempos históricos y siempre que alguien hace un trabajo de recopilación como Nitobe se busca enaltecer la imagen de sus hombres y de su nación amplificando las partes positivas y minimizando las negativas. 
El código del bushidō por tanto, no es algo fijo e inamovible, sino que fue evolucionando junto con las artes marciales japonesas y la filosofía unida a ellas, influida esta última por los cambios en el propio país y las nuevas ideas venidas del extranjero. Las reformas en el bushidō, tuvieron mucho que ver en el cambio de las artes marciales japonesas, y están muy relacionados con el paso del bujutsu al budō.